# 14339 Knorre
14339 Knorre (tên chỉ định: 1983 GU) là một tiểu hành tinh vành đai chính. Nó được phát hiện bởi Lyudmila Chernykh ở Đài vật lý thiên văn Crimean gần Nauchnyj, Ukraine, ngày 10 tháng 4 năm 1983. Nó được đặt theo tên the Knorre family of astronomers, including Viktor Knorre.